# Tikatukang
Tikatukang is een bestuurslaag in het regentschap Flores Timur van de provincie Oost-Nusa Tenggara, Indonesië. Tikatukang telt 1253 inwoners (volkstelling 2010).